# Klášter Milosrdných sester (Cheb)
Klášter Milosrdných sester svatého Kříže v Chebu byl vystavěn na počátku 30. let 20. století. Spolu s mohutným novorománským trojlodním kostelem Povýšení (Nalezení) svatého Kříže vznikl podle návrhu architektů Antona Schneidera a Karla Paschera.
Stavbu vlastnila společnost BETA GAMES s.r.o. se sídlem v Teplicích, jejímiž společníky jsou dva turečtí občané. Stavba, ve které její vlastník chtěl vybudovat kasino či byty, byla v havarijním stavu. Již v létě 2015 proto měla být zahájena její demolice. O záchranu kláštera usiloval Spolek na záchranu kláštera milosrdných sester v Chebu.
V srpnu 2015 se v křížové chodbě františkánského kláštera v Chebu konala mezinárodní výstava fotografií s názvem Mezi nebem a peklem – zanikající paměť, jejímž smyslem bylo podpořit záchranu chátrajícího kláštera. V dubnu 2016 došlo k demolici památky.

## Historie
Kongregace Milosrdných sester svatého Kříže původně v Chebu pracovala v klášterním areálu, vybudovaném v letech 1869–1914 na okraji historického jádra města. Pak však potřebovala větší prostory, a tak se koncem 20. let 20. století rozhodla vybudovat nový, velkorysý klášterní komplex o 800 místnostech. Byl vystavěn v letech 1930–1932. Klášterní kostel byl vysvěcen 24. září 1933.
Po druhé světové válce se klášter spolu s nemocnicí stal internačním táborem pro Němce určené k odsunu. Sestry sv. Kříže v areálu mohly zůstat do října 1950, pak byla jejich kongregace rozpuštěna. Na jejich místo přišli pohraničníci, kteří zde měli kasárny až do roku 1990. Kostel jim sloužil jako tělocvična, vybavení bylo zničeno, presbytář poškodil požár. Největší škody však nehlídanému areálu způsobili až po sametové revoluci bezdomovci a vandalové. Okna v přízemí a suterénu byla poté zazděna.
Po roce 1990 stát klášter sice vrátil kongregaci Milosrdných sester, ta jej ale kvůli nedostatku finančních prostředků nutných k rekonstrukci brzy prodala. Od roku 2005 objekt vlastnila společnost Beta Games. Původně plánovala přestavbu areálu na kasino, později na byty. Stav objektu se postupně natolik zhoršil, že podle odborníků zřejmě nezbyla jiná možnost než demolice. Začít měla v létě 2015.

## Snahy o záchranu
V srpnu 2015 pořádal Spolek na záchranu kláštera milosrdných sester v Chebu prodejní výstavu fotografií, jejíž výtěžek byl určen na záchranu kláštera. Výstava byla instalována v křížové chodbě františkánského kláštera v Chebu.
Dne 10. října 2015 se v areálu kláštera poprvé po 65 letech konala církevní pouť. Zúčastnilo se jí asi 50 poutníků, asi 80 % přítomných přijelo z Německa.
Klášter se ale zachránit nepodařilo. Na začátku dubna 2016 došlo k demolici památky.
„Nejlepší by bylo, kdybychom našli smysluplné využití, ale to se bohužel nepodařilo. V současném stavu jsem rád, že jde stavba k zemi,“ uvedl starosta Chebu Petr Navrátil (ČSSD). Město podle něj demolici vítá, protože tak zmizí jedna z problémových lokalit.
V říjnu 2016 byla již celá kulturní památka z Masarykovy první republiky srovnána se zemí. Zplanýrovaný pozemek nabídl turecký vlastník k prodeji. Ačkoliv majiteli za likvidaci kulturní památky hrozila pokuta až dva miliony, musel uhradit jen několik desítek tisíc korun.

## Popis
Kostel měl širokou střední loď, kterou lemovaly užší boční lodě s emporami, oddělené od hlavní lodi zdvojenými arkádami. Byl vybudován ve stylu starokřesťanské či raně románské baziliky s půlkruhově uzavřeným presbytářem. Jeho věži však chyběl před demolicí krov, po požáru byl provizorně zakryt rovně lepenkou. Ve střeše lodi již zely velké díry, její okna byla rozbitá.
Interiér kostela býval vyzdoben pracemi chebských umělců: Alexander Bröms a Franz Dietl provedli malby kostela v byzantském stylu, oltář s monumentálním křížem byl dílem sochaře Johanna Mayera, autorem mramorových oltářů byl Andrei Lugert.
Klášterní budovy byly zčásti bez krovů, na některých byly krovy děravé. Plechová krytina byla rozkradena, okna byla vybitá.

## Fotogalerie

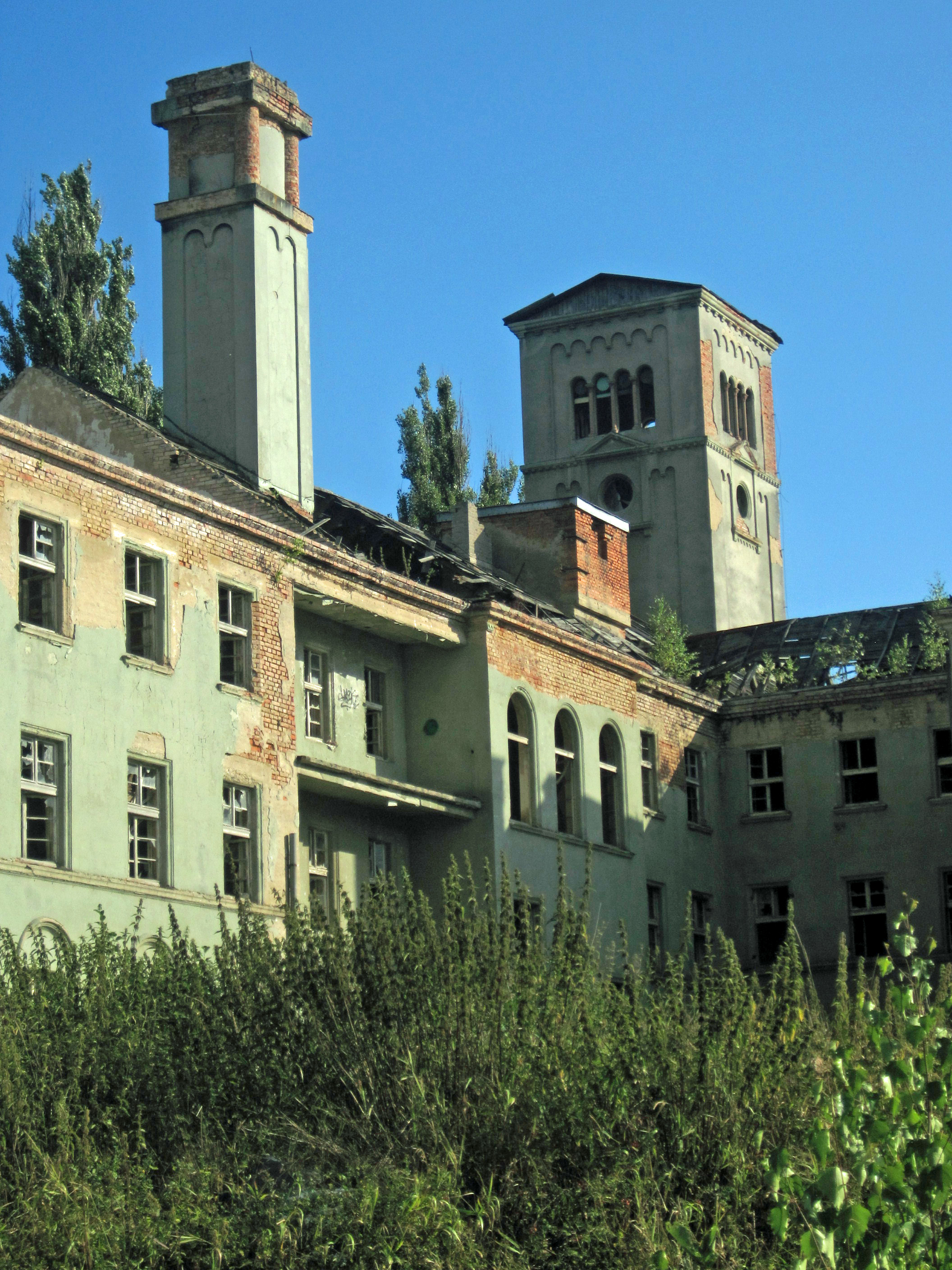
Klášterní areál od severu
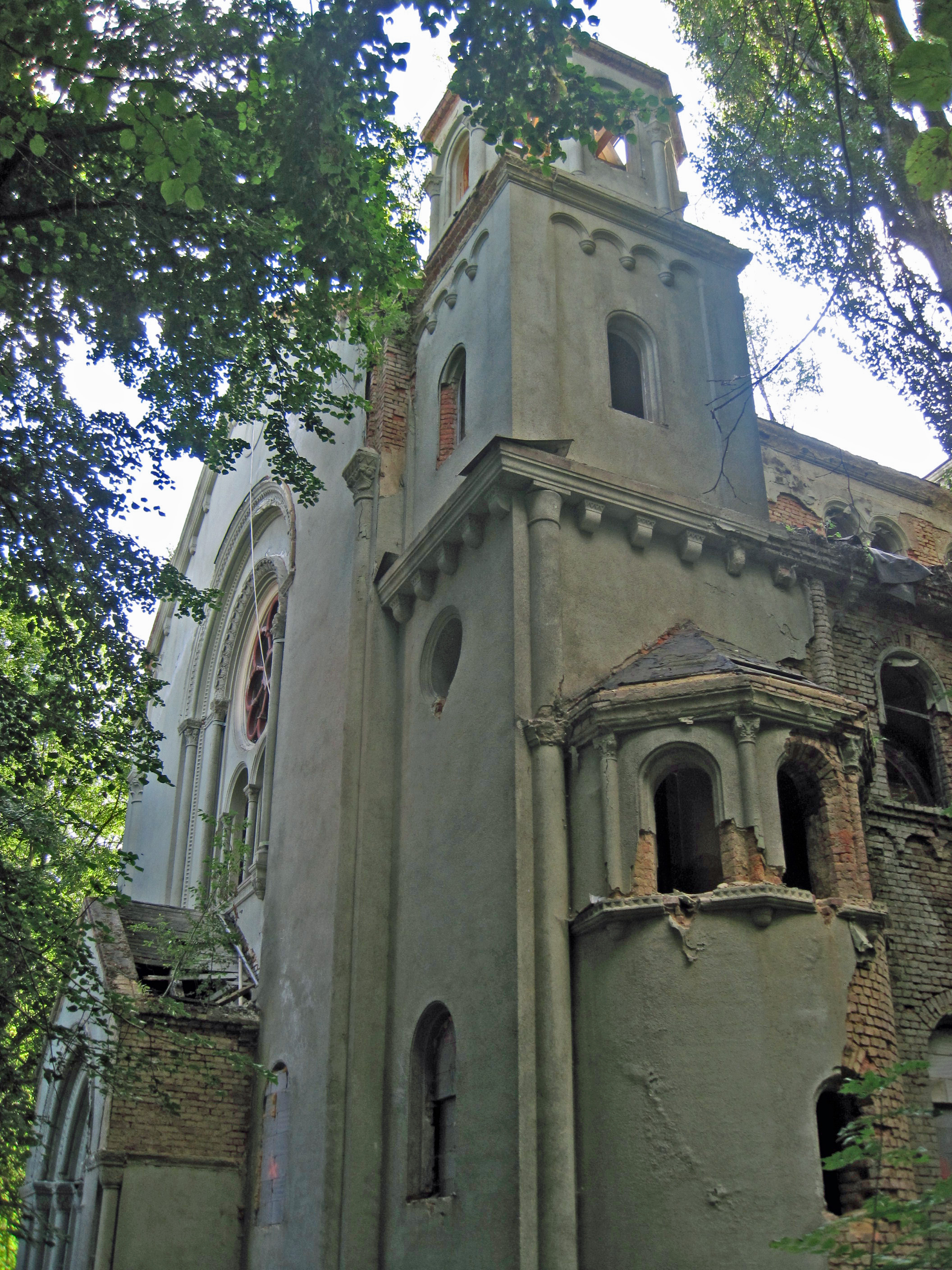
Klášterní kostel Nalezení svatého Kříže
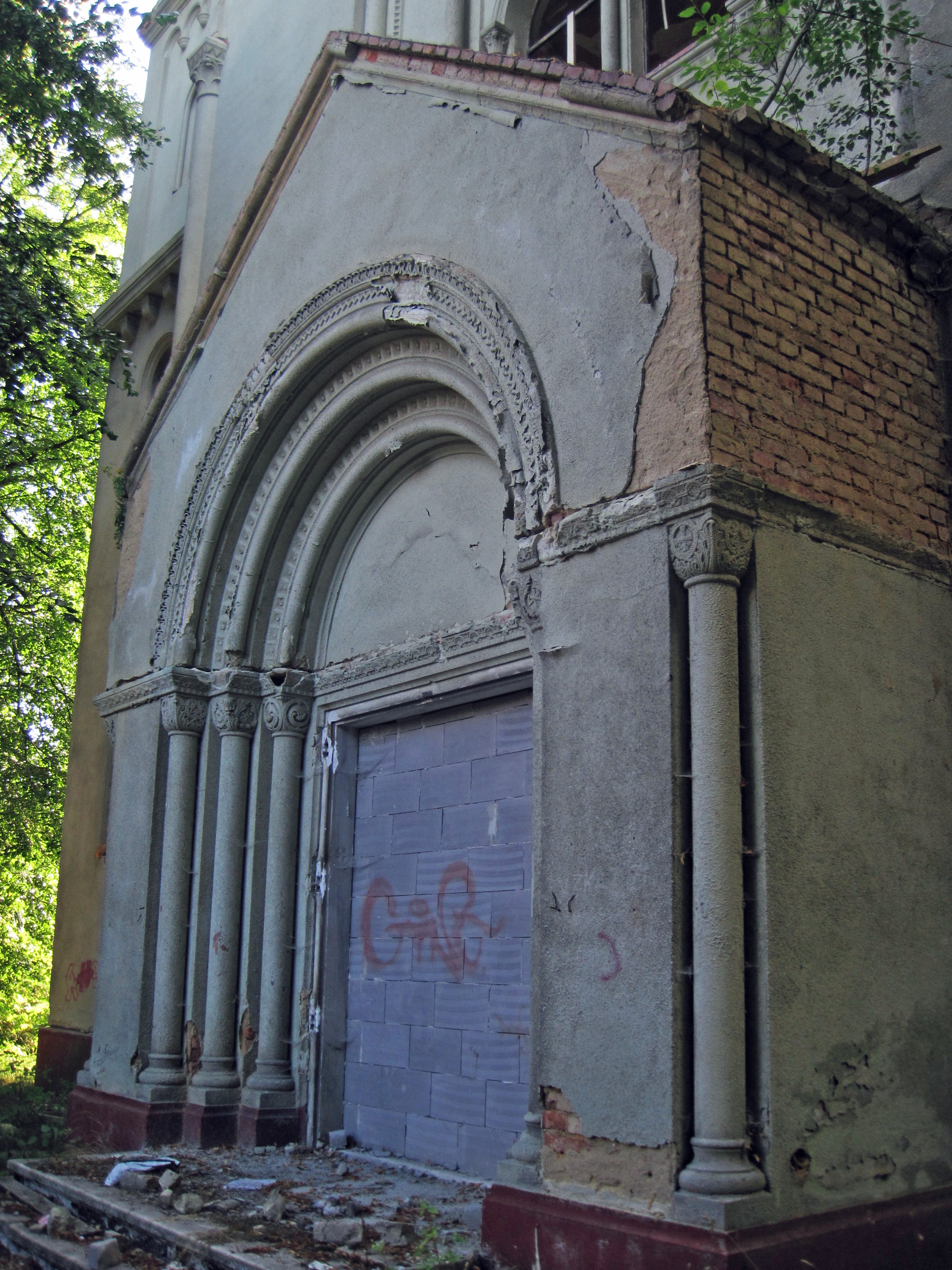
Portál někdejšího hlavního vchodu kostela (od ul. 17. listopadu)
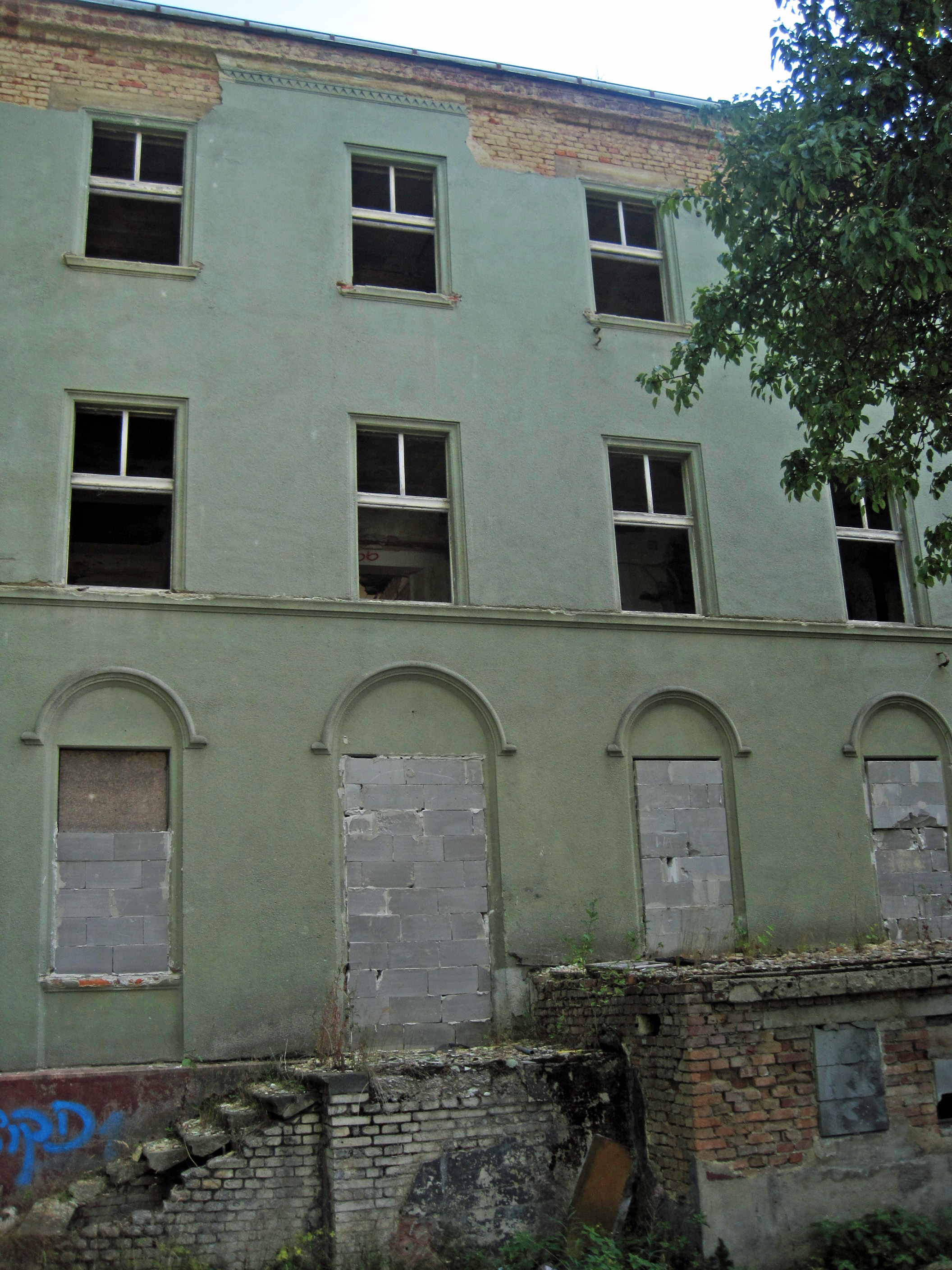
Žalostný stav klášterních budov